# Leandro Mercado
Leandro Denis Mercado (Córdoba, Argentina; 15 de febrero de 1992) es un piloto de motociclismo argentino, que corre actualmente en el Campeonato Mundial de Superbikes con el equipo MIE Racing Honda Team.
Mercado ganó el título nacional del AMA Supersport Championship en 2009 y la Copa FIM Superstock 1000 en 2014.

## Biografía
Después de terminar tercero en la Red Bull AMA Rookies Cup en 2008, al año siguiente logró el mismo resultado en la división Este del AMA Supersport Championship y ganó el título nacional en la carrera final celebrada en Daytona. En 2010 fue séptimo en el Campeonato Stock 600 del CIV y disputó tres carreras del Campeonato Europeo Superstock 600 en una Kawasaki ZX-6R, mientras que en 2011 terminó sexto en el Campeonato Stock 1000 del CIV y décimo sexto en la Copa FIM Superstock 1000 en una Kawasaki ZX-10R.
En 2012 corrió en el Campeonato Mundial de Superbikes por ocho rondas antes de volver a la Copa FIM Superstock 1000; Fue vigésimo sexto y décimo quinto en la clasificación correspondiente.

## Resultados

### FIM Superstock 1000 Cup

#### Carreras por año
(Carreras en negrita indica pole position, carreras en cursiva indica vuelta rápida)
| Año  | Moto     | 1       | 2       | 3      | 4      | 5       | 6     | 7      | 8       | 9      | 10      | Pos. | Pts. |
| ---- | -------- | ------- | ------- | ------ | ------ | ------- | ----- | ------ | ------- | ------ | ------- | ---- | ---- |
| 2011 | Kawasaki | NED Ret | ITA DNS | SMR 15 | SPA 14 | CZE 17  | GBR 5 | GER 17 | IMO 14  | FRA 15 | POR 13  | 16.º | 20   |
| 2012 | Kawasaki | IMO     | NED     | ITA    | SMR    | SPA     | CZE   | GBR 8  | GER 4   | POR 8  | FRA Ret | 15.º | 29   |
| 2013 | Kawasaki | SPA 3   | NED 4   | ITA 9  | POR 4  | IMO 5   | GBR 6 | GBR 2  | GER 1   | FRA 5  | JER 2   | 4.º  | 146  |
| 2014 | Ducati   | SPA 1   | NED 5   | IMO 3  | SMR 2  | POR 9   | JER 1 | FRA 4  |         |        |         | 1.º  | 117  |
| 2016 | Ducati   | SPA 1   | NED 9   | IMO 1  | GBR 2  | SMR Ret | GER 1 | FRA 7  | JER Ret |        |         | 2.º  | 111  |

### Campeonato Mundial de Superbikes

#### Por temporada
| Temp. | Moto                   | Equipo                   | Carreras | Victorias | Podios | Poles | V.Rap. | Pts. | Pos.  |
| ----- | ---------------------- | ------------------------ | -------- | --------- | ------ | ----- | ------ | ---- | ----- |
| 2012  | Kawasaki Ninja ZX-10R  | Team Pedercini           | 14       | 0         | 0      | 0     | 0      | 9    | 26.º  |
| 2015  | Ducati Panigale R      | Barni Racing Team        | 26       | 0         | 8      | 0     | 0      | 142  | 8.º   |
| 2017  | Aprilia RSV4 RF        | IODARacing Project       | 20       | 0         | 0      | 0     | 0      | 115  | 13.º  |
| 2018  | Kawasaki Ninja ZX-10RR | Orelac Racing VerdNatura | 25       | 0         | 0      | 0     | 0      | 70   | 15.º  |
| 2019  | Kawasaki Ninja ZX-10RR | Orelac Racing VerdNatura | 31       | 0         | 0      | 0     | 0      | 80   | 16.º  |
| 2020  | Ducati Panigale V4 R   | Motocorsa Racing Ducati  | 14       | 0         | 0      | 0     | 0      | 24   | 16.º  |
| 2021  | Honda CBR1000RR-R      | MIE Racing Honda Team    | 23       | 0         | 0      | 0     | 0      | 26*  | 21.º* |
| Total |                        |                          | 153      | 0         | 0      | 0     | 0      | 466  |       |

- * Temporada en curso.

#### Carreras por año
(Carreras en negrita indica pole position, carreras en cursiva indica vuelta rápida)
| Año  | Moto     | 1      | 1      | 2      | 2       | 3       | 3      | 4      | 4       | 5       | 5       | 6       | 6       | 7       | 7      | 8       | 8       | 9       | 9       | 10      | 10     | 11     | 11     | 12      | 12     | 13     | 13    | 14  | 14  | Pos. | Pts. |
| Año  | Moto     | R1     | R2     | R1     | R2      | R1      | R2     | R1     | R2      | R1      | R2      | R1      | R2      | R1      | R2     | R1      | R2      | R1      | R2      | R1      | R2     | R1     | R2     | R1      | R2     | R1     | R2    | R1  | R2  | Pos. | Pts. |
| ---- | -------- | ------ | ------ | ------ | ------- | ------- | ------ | ------ | ------- | ------- | ------- | ------- | ------- | ------- | ------ | ------- | ------- | ------- | ------- | ------- | ------ | ------ | ------ | ------- | ------ | ------ | ----- | --- | --- | ---- | ---- |
| 2012 | Kawasaki | AUS    | AUS    | ITA 14 | ITA Ret | NED 10  | NED 15 | ITA C  | ITA 16  | EUR Ret | EUR Ret | USA Ret | USA 17  | SMR 19  | SMR 16 | SPA Ret | SPA 18  | CZE Ret | CZE DNS | GBR     | GBR    | RUS    | RUS    | GER     | GER    | POR    | POR   | FRA | FRA | 26.º | 9    |
| 2015 | Ducati   | AUS 12 | AUS 11 | THA 10 | THA 10  | SPA 8   | SPA 7  | NED 11 | NED 14  | ITA 7   | ITA 8   | GBR 11  | GBR 13  | POR 8   | POR 9  | SMR 11  | SMR Ret | USA 9   | USA 9   | MAL 15  | MAL 15 | SPA 14 | SPA 10 | FRA 9   | FRA 12 | QAT 9  | QAT 6 |     |     | 8.º  | 142  |
| 2017 | Aprilia  | AUS    | AUS    | THA    | THA     | SPA 7   | SPA 8  | NED 9  | NED 12  | ITA Ret | ITA 10  | GBR 7   | GBR Ret | ITA Ret | ITA 9  | USA 9   | USA 7   | GER 11  | GER 12  | POR Ret | POR 7  | FRA 7  | FRA 6  | SPA 11  | SPA 9  | QAT    | QAT   |     |     | 13.º | 115  |
| 2018 | Kawasaki | AUS 10 | AUS 12 | THA 13 | THA Ret | SPA Ret | SPA 13 | NED 8  | NED Ret | ITA 15  | ITA 10  | GBR 13  | GBR 12  | CZE 12  | CZE 17 | USA Ret | USA 11  | ITA 10  | ITA 17  | POR 11  | POR 15 | FRA 14 | FRA 15 | ARG Ret | ARG 12 | QAT 12 | QAT C |     |     | 15.º | 70   |

| Año  | Marca    | 1       | 1       | 1      | 2       | 2      | 2       | 3       | 3       | 3       | 4      | 4       | 4       | 5      | 5      | 5      | 6      | 6      | 6      | 7       | 7      | 7       | 8       | 8       | 8      | 9      | 9      | 9      | 10      | 10     | 10     | 11     | 11     | 11     | 12     | 12     | 12     | 13      | 13     | 13     | Pos.  | Pts. |
| Año  | Marca    | R1      | CS      | R2     | R1      | CS     | R2      | R1      | CS      | R2      | R1     | CS      | R2      | R1     | CS     | R2     | R1     | CS     | R2     | R1      | CS     | R2      | R1      | CS      | R2     | R1     | CS     | R2     | R1      | CS     | R2     | R1     | CS     | R2     | R1     | CS     | R2     | R1      | CS     | R2     | Pos.  | Pts. |
| ---- | -------- | ------- | ------- | ------ | ------- | ------ | ------- | ------- | ------- | ------- | ------ | ------- | ------- | ------ | ------ | ------ | ------ | ------ | ------ | ------- | ------ | ------- | ------- | ------- | ------ | ------ | ------ | ------ | ------- | ------ | ------ | ------ | ------ | ------ | ------ | ------ | ------ | ------- | ------ | ------ | ----- | ---- |
| 2019 | Kawasaki | AUS 14  | AUS Ret | AUS 11 | THA 12  | THA 12 | THA Ret | SPA Ret | SPA DNS | SPA DNS | NED    | NED     | NED     | ITA    | ITA    | ITA    | SPA 13 | SPA 13 | SPA 11 | ITA 10  | ITA 9  | ITA Ret | GBR 6   | GBR Ret | GBR 14 | USA 12 | USA 9  | USA 11 | POR 14  | POR 16 | POR 15 | FRA 12 | FRA 14 | FRA 11 | ARG 9  | ARG 10 | ARG 8  | QAT Ret | QAT 11 | QAT 11 | 16.º  | 80   |
| 2020 | Ducati   | AUS     | AUS     | AUS    | SPA Ret | SPA 17 | SPA 15  | POR 16  | POR 14  | POR 10  | SPA 11 | SPA Ret | SPA DNS | SPA    | SPA    | SPA    | SPA WD | SPA WD | SPA WD | FRA 10  | FRA 10 | FRA Ret | POR 13  | POR 14  | POR 13 |        |        |        |         |        |        |        |        |        |        |        |        |         |        |        | 16.º  | 24   |
| 2021 | Honda    | SPA Ret | SPA 18  | SPA 18 | POR     | POR    | POR     | ITA     | ITA     | ITA     | GBR    | GBR     | GBR     | NED 12 | NED 14 | NED 13 | CZE    | CZE    | CZE    | SPA Ret | SPA 18 | SPA 15  | FRA Ret | FRA 19  | FRA 17 | SPA 15 | SPA 10 | SPA 14 | SPA Ret | SPA C  | SPA 15 | POR 8  | POR 11 | POR 11 | ARG 16 | ARG 16 | ARG 15 | INA     | INA    | INA    | 21.º* | 26*  |

- * Temporada en curso.